# Adolph Dahl
Adolph Dahl (* 30. November 1886 in Stettin; † 1940) war ein preußischer Architekt.
Dahl schuf unter anderem die Denkmäler vom Leib-Grenadier-Regiment „König Friedrich Wilhelm III.“ (1. Brandenburgisches) Nr. 8 in Frankfurt (Oder) und vom Kürassier-Regiment „Königin“ (Pommersches) Nr. 2 in Pasewalk für die im Ersten Weltkrieg gefallenen Regimentsangehörigen.